# 傅竖眼
傅竖眼（460年—526年5月20日），东清河郡贝丘县（今山东省淄博市临川区）人，北魏官员。

## 生平
傅竖眼沉着坚毅，雄壮勇猛，从小有父亲傅灵越的风范。虚龄七岁时，傅竖眼同乡的盗贼杀死牲口，逼着傅竖眼一起吃，傅竖眼在屋中得到了肉食后在户外哭泣，盗贼们十分吃惊惭愧，停下进食就逃散了。傅竖眼的同乡听说此事后，没有不尊重佩服的。傅竖眼归附北魏后，镇南将军王肃见到了他，感到他很不一般，而且王肃对傅灵越的节操很钦佩，于是对傅竖眼倾心结交，对他很是礼敬，上表请求任命傅竖眼为自己的参军。于是傅竖眼以镇南府中兵参军为起家官，兼领校尉。傅竖眼跟随王肃征讨，屡有战功，逐渐升任给事中、步兵校尉、左中郎将，经常担任统军，东征西讨。魏宣武帝时期，傅竖眼出任建武将军。景明四年（503年），傅竖眼跟随任城王元澄南征扬州，元澄派傅竖眼、王神念等人进军驻扎在大岘、东关、九山、淮陵，分别调遣江陵，日夜赶路据有，总领大军，前后相接。王神念攻克关要、颍川两城，杀死南梁军主费尼，但是南梁宁朔将军韦惠、龙骧将军李伯由仍然固守大岘。元澄派遣统军党法宗和傅竖眼等人进军攻克大岘，于是包围了白塔、牵城，几天之间，韦惠等人都逃跑溃散。党法宗和傅竖眼又率领部下两万人进攻到阜陵城，当时南梁阜陵城守将冯道根还没将防御工事修筑牢固，城中士兵不多，众人见到魏军都变了脸色。冯道根命令大开城门，自己从容穿上戎服登城，挑选精兵两百人出击，击败魏军。魏军见冯道根气闲神定，己方又作战不利，于是撤退。之后傅竖眼就在合肥镇守，南梁百姓前来归附的有数千家。
正始二年（505年）十一月，武兴郡氐人杨集义反叛，推举哥哥的儿子杨绍先为君主，进攻围困关城。朝廷以傅竖眼作为前锋部队，担任统军，梁州刺史邢峦派傅竖眼前往讨伐。杨集义的部下迎战，傅竖眼屡次击败他们，又乘胜追击。正始三年正月壬申（506年2月14日），傅竖眼攻克了武兴郡，活捉杨绍先送到洛阳，灭掉了武兴国。傅竖眼回到洛阳后，因为任城王元澄前往东南讨伐南梁，魏宣武帝诏令傅竖眼担任大使，前往军中慰劳，不久魏宣武帝诏令傅竖眼出任假节、代理南兖州刺史。傅竖眼善于绥靖安抚，南方的百姓大多前来归附。
傅竖眼又转任昭武将军、益州刺史。因为当地刚设置不久，所辖区域邻接巴僚，朝廷特地拨付傅竖眼三百名羽林虎贲，又进军号为冠军将军。延昌二年（513年），傅竖眼进攻南安郡，南梁将军张齐率领部下抵抗，傅竖眼撤退。延昌三年十一月辛亥（514年12月8日），魏宣武帝诏令司徒高肇出任大将军、平蜀大都督，率领步兵和骑兵十万人征伐蜀地，又以傅竖眼为征虏将军、持节，率领步兵三万人先征讨北巴，平南将军羊祉向着涪城出兵，安西将军奚康生向着绵竹出兵，抚军将军甄琛向着剑阁出兵。梁武帝得知北魏军队西进征伐，就派遣宁州刺史任太洪从阴平偷偷进入益州北部，想要煽动氐蜀，以断绝魏军的运粮线路。乘着魏宣武帝去世，北魏军队班师的机会，南梁就煽动诱使土著百姓，反扑攻破东洛、除口二处戍所，然后诈称南梁的大军还要相继前来，氐蜀相信了，一致纷纷归附南梁。任太洪率氐蜀数千人围逼关城，傅竖眼派宁朔将军成兴孙讨伐。军队停驻在白护，任太洪派遣辅国将军任北等人率领一千人，凭据险要地势抵，在虎径南山连续设置三营。成兴孙分派几位统军随时出击，三营均被攻破。任太洪又派遣军主边昭等人率氐蜀三千人，进攻逼近成兴孙的营寨，成兴孙奋力作战，被流箭射死。傅竖眼又派统军姜喜、季元度从东溪潜伏而入，然后折回出现在西岗，阻击梁军后路，内外夹攻，大破梁军，斩杀边昭和任太洪的前部将领王隆护。于是任太洪和关城五栅的梁军顿时逃散。
傅竖眼性情恬淡朴素，不经营田产，吃穿以外的俸禄粟帛都赠赐给少数民族首领和抚恤部下士卒。傅竖眼对待蜀人以恩情信义为本，保境安民，不以小利侵犯掠夺百姓，发现有抢掠蜀中百姓带入北魏境内的，他都解救移送回本土。傅竖眼又严格约束部下，各郡县的长官肃然服从。远近各种少数民族相继投奔拜访傅竖眼，敬仰他的德政与教化，都想做北魏的百姓，所以蜀地百姓请求参军的旬月相继。魏宣武帝非常赞赏傅竖眼。魏孝明帝初年，傅竖眼屡次请求解除益州刺史之职，朝廷就以元法僧接替他。益州百姓恋恋不舍，追随哭送数百里。傅竖眼到洛阳后，出任征虏将军、太中大夫。梁武帝派遣将领赵祖悦进军驻扎在硖石，准备向寿春进逼。镇南将军崔亮前往讨伐，委任傅竖眼为持节、镇南军司。
元法僧到益州上任后大失民心。熙平元年（516年）五月，梁武帝派遣信武将军张齐乘蜀地民怨沸腾，入侵晋寿，并相继攻下葭萌、小剑等诸处据点，进逼围困益州城。北魏朝廷对西南局势深感忧虑，于是飞马到淮南征召傅竖眼。傅竖眼返回后，出任右将军、益州刺史，不久又加散骑常侍、平西将军、署理安西将军、西征都督，率步兵骑兵共三千以讨伐张齐。朝廷又发给傅竖眼铜印一千多方，须暂时授任官职者，六品以下傅竖眼即可委任。傅竖眼出了梁州，南齐的冠军将军勾道侍、梁州刺史任太洪等十几个将领各自在防区内堵截和阻击傅竖眼的军队。傅竖眼在三日之内，转战二百多里，铠甲不离身，连续打了九次胜仗。土民统军席广度等也在各处拦击贼军，斩杀任太洪及南齐征虏将军杨伏锡等人。张齐引兵西退，逃往葭萌。蜀中百姓听説傅竖眼重新当了益州刺史，人人喜悦，每天有上百人在路旁迎接他。傅竖眼到任后，白水以东的百姓都安居乐业。
在此以前，南梁信义将军、都统白水诸军事杨兴起，征虏将军李光宗袭击并占据北魏的白水旧城。熙平元年（516年）七月，傅竖眼派虎威将军强虬与阴平王杨太赤率一千多名士兵，夜渡白水，清晨与梁军交战，大败梁军，将杨兴起斩首，攻克光复了白水旧城。傅竖眼又派遣统军傅昙表等人在阴平大破南梁宁朔将军王光昭的军队。张齐困守白水，屯兵葭萌。傅竖眼分遗各位将军水陆并进，前往讨伐。张齐派宁朔将军费忻率领步兵骑兵共二千人前来迎战，军主陈洪起奋力作战击败费忻，乘胜追击攻至夹谷三栅附近。统军胡小虎四面进攻，梁军三处营寨都溃败。张齐亲率骁勇士兵两万多人与北魏各路军队交战，傅竖眼下令各部统帅同时奋击。军主许畅斩南梁雄信将军牟兴祖，另一军主孔领周射中张齐的脚，于是大破梁军，斩获很多。张齐就在虎头山下围栅扎寨，任令崇则屯据在西郡。傅竖眼再下令进讨，任令崇抛弃部下连夜逃遁。于是魏军进军征讨张齐，攻破两处营寨，斩首一万多，张齐身受重伤，逃窜而回。小剑、大剑的梁军也弃城西逃，益州全境被平定。灵太后下诏书慰劳嘉奖傅竖眼，赐给傅竖眼骅骝马一匹，宝剑一把。
傅竖眼上表申请解除益州刺史职务，朝廷不同意，傅竖眼又转任安西将军、岐州刺史，散骑常侍等职如故，又转任抚军将军、梁州刺史。梁州百姓得知傅竖眼担任本州刺史后，互相庆祝。然而傅竖眼到任后，遇到疾病无法全力处理政务，他的儿子傅敬绍险恶暴虐不讲仁义，贪财好色，成为百姓的大害，远近怨恨。不久傅竖眼出任镇西将军、都督梁巴西益四州诸军事、西道大行台、兼吏部尚书，封武强县开国子，食邑三百户，仍为梁州刺史。孝昌元年（525年）三月，梁武帝派遣北梁州长史锡休儒、司马鱼和、上庸郡太守姜平洛等十支部队，统兵三万，入侵直城。傅竖眼派儿子傅敬绍统领部下开赴前线，倍道兼行，到达直城时，梁军已占据了直口。傅敬绍见梁军切断了归路，督促兼统军高彻、吴和等将领与梁军决战，大败梁军，俘虏斩首三千多人，锡休儒等人逃回魏兴郡。
傅敬绍读书很多，也略微有些胆力，但是奢侈淫逸，洒脱不受约束，残害百姓。傅敬绍见到天下不安定，心怀异志，图谋不轨，想杜绝四方联络，擅自控制南郑，命令小妾的哥哥唐昆仑煽动搅乱外面的局面，聚众围城，傅敬绍本人作为内应。反叛的包围合拢后，事情却泄露了，城中的士兵将傅敬绍抓获，告知傅竖眼后就将傅敬绍处死。傅竖眼为此感到耻辱和愤怒，从而病倒，不久于孝昌二年四月廿四日（526年5月20日）去世，虚岁六十七。永安年间，赠予傅竖眼征东将军、齐州刺史。魏孝武帝初年，再次赠予傅竖眼散骑常侍、司空公、都督相州诸军事、车骑大将军、开国子如故，谥号武贞。永熙三年二月七日（534年3月7日），傅竖眼葬于焊山之左。

## 墓地与墓志
1982年4月，在淄博市文物普查中发现北魏傅竖眼墓志一盒。据调查，墓志出土于淄川区二里乡石门村东首的一墓葬内，墓葬原有高约八米的封土，1982年时已夷为平地。1970年此墓曾被社员挖开过，墓志即出土于该墓。从志文知此墓即北魏清河郡傅竖眼之墓。墓葬的形制及墓志在墓内所放位置已不详。同年将墓志运至馆内，墓志现藏山东省淄博市博物馆。墓志青石质，三面磨光，长105厘米、宽73厘米、厚19厘米。志盖盈顶，三面磨光，底面内凹，两端安铁环，环孔直径15厘米;长105厘米、宽73厘米、厚22厘米。正面中央左侧刻字。志石面上阴刻细线方格，格内刻志文。志文正面37行，左侧面7行，共44行;满行，共1355字。志文为魏碑体，字迹清晰俊逸，镌刻精细，书写工整，为北朝书法佳品。

## 家庭

### 祖父母
- 傅融，刘宋州主簿、治中、别驾[1]
- 清河崔氏[1]

### 父母
- 傅灵越，刘宋冠军将军、青兖二州刺史[1]
- 清河张氏[1]

### 夫人
- 清河崔氏[1]

### 子女
- 傅敬和，北魏征东将军、益州刺史、武强县子[1]
- 傅敬仲，北魏平东将军、太中大夫[1]
- 傅敬绍